# اندیس ماربین ۱
ماربین ۱ یک اندیس مصالح ساختمانی است که در حوالی شهر اردستان استان اصفهان قرار دارد و مادهٔ معدنی موجود در آن، سنگ تزئینی است.